# Клод-Луї Нав'є
Клод-Луї Марі-Анрі Нав'є (фр. Claude-Louis Marie-Henri Navier, 10 лютого 1785, Діжон — 21 серпня 1836, Париж) — французький інженер і учений, автор ряду праць з будівельної механіки, опору матеріалів, теорії пружності, гідравліки і гідродинаміки, автор курсу опору матеріалів.